# Blair Murray
Pour les articles homonymes, voir Murray.

a Compétitions nationales et continentales officielles uniquement.

b Matchs officiels uniquement.
Dernière mise à jour le 26 janvier 2025.
Blair Murray, né le 9 octobre 2001 à Hawera (Nouvelle-Zélande), est un joueur international gallois de rugby à XV, qui possède la nationalité néo-zélandaise. Il évolue aux postes d'ailier ou d'arrière aux Scarlets.

## Biographie
Blair Murray naît à Hawera en Nouvelle-Zélande. Durant sa jeunesse, il étudie à la New Plymouth Boys High School, où il pratique le rugby à XV, et fait partie de l'équipe de Nouvelle-Zélande de rugby à XV scolaire (en). Repéré pour ses bonnes performances au niveau scolaire, il intègre l'Academy (centre de formation) des Crusaders et poursuite ses études à l'université de Canterbury. Blair Murray est un joueur polyvalent et peut jouer aux postes de demi d'ouverture, d'ailier ou d'arrière.
En 2022, il découvre le National Provincial Championship (NPC) sous les couleurs de Canterbury. Après sept essais en huit matchs en deux saisons de NPC, il est retenu dans l'effectif de pré-saison des Crusaders en amont de la saison 2024 de Super Rugby mais ne joue finalement pas.
En juin 2024, il rejoint la province galloise des Scarlets. Éligible pour jouer pour le pays de Galles de par sa mère, originaire de Tonyrefail, il est sélectionné en équipe du pays de Galles en octobre 2024 pour préparer la tournée d'automne. Il honore sa première cape le 10 novembre 2024 face aux Fidji, match durant lequel il inscrit aussi son premier essai international. Il commence la rencontre contre l'Australie la semaine suivante, avant de jouer au poste d'arrière pour le dernier match contre l'Afrique du Sud. En janvier 2025, il est sélectionné pour disputer le Tournoi des Six Nations. 

## Palmarès
- Meilleur marqueur du United Rugby Championship en 2025 (9 essais).
- Membre de l'équipe type du United Rugby Championship en 2025.